# Мохінга
Мохінга або Мохінгар (бірм. မုန့်ဟင်းခါး, латиніз. mun. hang: hka:, IPA: mo̰ʊɴhɪ́ɴɡá) — традиційна страва бірманської кухні. Являє собою насичений рясний рибний суп з рисовою вермішеллю. Назва походить від поєднання термінів рибний бульйон («хінга») і рисова вермішель («мо»). Самі м'янмці визначають мохінгу як фастфуд.

## Приготування
В кожній провінції і кожному місті мохінгу готують по-своєму, але тим не менш основні складники наступні: мо (тонка рисова вермішель), два види риби — свіжа і сушена, кокосове молоко, креветковий або рибний соус, лимонне сорго, порошок тумеріка, імбир, часник, цибуля, червонний перець, порошок «дхал» (з індійської квасолі, яку розтовкли і пересмажили), рисове або арахімове борошно, рослинна олія, шматочок стебла молодого банана, можливе додавання качиних яєць.
Риба, переважно з сомових, відварюється з лимонним сорго, сюди ж додається тумерік і трохи червонного перцю. Вода повинна ледь покривати рибу цілком — але не бути вище. Зварену рибу виймають і чистять від кісток. Розтераються разом часник, імбир, лимонне сорго і трохи чилі. Нагрівають олію до ступеня, коли вона почне видавати аромат, потім вливають його туди, де лежать розтерті і подрібнені складники. Потім додають туди рибу і трохи ще потримають на вогні. Потім кип'ятять разом кокосове молоко і рибний бульйон, розведений водою. Додають сюди арахісове (рисове) борошно, перемішане з порошком «дхал». Варять близько 30 хв., потім додаають стеблинки молодого банану, порізану цибулю, потім — круто зварені до цього яйця. Сюди ж наприкінці додають приготовлену до цього рибу зі спеціям.
Водночас замочується мо (рисова вермішель), потім трохи обсмажується в олії і спеціях. Також окремо до золотавого кольору присмажується цибуля зі спеціями, і він зазвичай викладається зверху рисової вермішелі. Окремо можуть подаватися спеції і сушена солона дрібна рибка на кшталт анчоусів. Крім того, в низки регіонах додаються зварені креветки.

### Різновиди
- в штаті Ракайн — більш насичена, менше рідини, велику кількість пасти з перцю чилі, а також галгант
- в Янгоні додають різані плоди банану
- у південних штатах — додають квашені помідори
- з великою кількістю свіжої зелені та невеликою кількістю тумеріка, внаслідок чого набує світло-зеленуватого кольору
- з різними горішками та холодоком
- зі скумбрією

## Вживання
Для мешканців М'янми — це найпопулярніший сніданок, оскільки розглядають страву для підвищення тонус (на кшталт горнятка кави). Вранці його подають в багатьох кафе та невеличких пересувних кіосках, що спеціалізуються на цій страві. Це майже єдина насичена страва, яку можна поїсти вночі, коли ресторани в Янгоні зачинено.
Основні компоненти (вермішель, бульйон, сушена риба і спеції, а також інші додаткові готові складники) повинні перемішуватися прямо перед подачею на стіл. В іншому випадку вермішель може розбухнути, дрібна солона сушена риба перетворитися на слизькі грудочки. Змішування складників прямо перед подачею на стіл призводить до того, що кожен компонент в мохінзі існує мовби окремо, але все одно даючи в цілому свій специфічний і незабутній смак. До мохінги додаються акиав — хрусткі пиріжки з сочевицею або овочами, обсмажені у фритюрі.
Не рекомендують вживати цю страви людям, що страждають на гіпертонію.